# Мільча
Мільча (пол. Milcza) — село в Польщі, у гміні Риманів Кросненського повіту Підкарпатського воєводства, розташоване за чотири кілометри на північ від центру гміни, містечка Риманів. Населення — 1040 осіб (2011).

## Легенда про заснування
Засновники походили із західнослов'янського племені мільчан. До Х століття воно проживало над рікою Лаба на території сучасної Німеччини. Під тиском племен германців мільчани пішли на схід.
Одна з груп племені затрималися на спочинок в Боську. Тут вони мали перебувати всього декілька днів, але зупинилися на довший час. Відтак, власник Боська наказав мільчанам переселитися на незайняту територію, де росли ліси. Там дозволив їм оселитися й звільнив від панщини. Таким чином постало село, назване так само, як і плем'я.
Обживши свою нову землю, мільчани обрали власне ремесло, яким зайнялися усім селом, — бджільництво.

## Історія
Перша згадка про населений пункт датована 1553 роком. Відтоді село входило до підпорядкування Боська і лише з XVIII-го сторіччя перейшло під владу Риманова.
Жителі села мають власні давні роди, а отже і унікальні прізвища, що дійшли до сучасності — Київські (Kijowski), Більські (Bilski), Вєльобоби (Wielobob), Пшибильські (Przybylski).
У ХІХ столітті населений пункт пережив важку епідемію. Попри те, у часи Австрійської імперії село було осередком польського патріотичного руху у місцині.
У міжвоєнний час селяни дуже бідували, через що емігрували до США. Загалом туди виїхали 120 осіб.
Село часто спіткали великі пожежі, особливо в комуністичні часи. 13 січня 1962 через іскру з локомотива згоріло 12 хат і аж 17 стодол, 1967-го — 11 хат і 1975 — 9 хат. Через постійні пожежі село зовсім змінилося — вогонь змусив селян перебудувати хати з дерев'яних на муровані.
У 1975—1998 роках село належало до Кросненського воєводства.

## Демографія
Демографічна структура станом на 31 березня 2011 року:
|          | Загалом | Допрацездатний вік | Працездатний вік | Постпрацездатний вік |
| -------- | ------- | ------------------ | ---------------- | -------------------- |
| Чоловіки | 532     | 107                | 363              | 62                   |
| Жінки    | 508     | 110                | 305              | 93                   |
| Разом    | 1040    | 217                | 668              | 155                  |

## Спорудження костелу
У другій половині ХХ століття в комуністичні роки, попри різноманітні заборони, тут збудовано мурований костел. Історія зі спорудженням стала гордістю мільчан.
Чимало століть парафією для католиків села був костел у Боську. Проте у 1950-х люди замислились про власний храм. На перешкоді стала комуністична влада — селянам двічі, у 1958 і 1972 роках, відмовлено в дозволі на будівництво костелу.
Тож люди пішли на хитрість: селяни Юзеф Кроліцкі (Jozef Krolicki) i Станіслав Крупа (Stanislaw Krupa) виділили власні земельні ділянки нібито для будівництва господарського будинку. Саме на таку будівлю влада надала дозвіл, хоч насправді люди збиралися на цьому місці будувати храм. На початку травня 1972-го уже було встановлено фундамент, але подальше будівництво заборонила влада, розкривши план селян.
Та людей заборона, як не дивно, не спинила. Їх підтримав і молодий катехит з Боська ксьондз Мар'ян Пшевроцкі (Marian Przewrocki). Він сам купував та позичав будівельні матеріали. Уже 20 травня у суботу селяни взялися за будівництво. У ньому брали участь не тільки селяни, а й мешканці сусідніх населених пунктів. Під час будівництва трапилося чудотворне оздоровлення будівничого даху пана Войтина з сусіднього села Бзянка. А один з будівничих впав з риштувань і зовсім не постраждав.
Спорудження тривало неймовірно швидким темпом. Наступного ж дня по завершенні будівництва о 22 годині відбулася перша меса. Настоятелем новозбудованого храму став той самий отець Мар'ян Пшевроцкі — наймолодший пробощ у всій дієцезії.
І хоч влада влаштувала репресії проти організаторів спорудження костелу та й самих будівельників, однак випадок став прецедентом для усієї країни. Костел у Мільчі був першим з 300 храмів, збудованих таким же способом в комуністичній Польщі за підтримки біскупа Ігнація Токарчука. А костел у Мільчі набув неймовірної популярності — до села приїжджали прочани з багатьох країн.
За чотири роки після будівництва в котелі спалахнула пожежа. Було пошкодено дах, проте храм вцілів.
Сьогодні перед костелом встановлена статуя Матері Божої.